# Eurasier
En Eurasier er en hunderace i gruppen af Spidshunde, der oprindeligt kom fra Tyskland.

## Historie
I 1960 skabte tyskeren Julius Wipfel ved krydsning af Chow Chow og Wolfspitz en hunderace, der først fik navnet "Wolf-Chow". Efter indkrydsning af Samojedhund i 1973 blev racen omdøbt til "Eurasier" og anerkendt af FCI som selvstændig hunderace. Navnet Eurasier er sammensat af euro + asia, da Wolfspitz er den ældste europæiske hunderace, og Chow-Chow er den ældste asiatiske hunderace. 

## Temperament
Selvbevidst, stolt, rolig og ligevægtig med høj irritationstærskel, vagtsom og opmærksom uden at være støjende. Nogle hundebøger refererer til Eurasieren som den af mange hunderacer, der minder mest om en kat på grund af racens stærke selvstændighed og egensind. Eurasieren er stærkt knyttet til sin familie og er ofte tilbageholdende/reserveret over for fremmede. For at udvikle sine egenskaber fuldt ud behøver Eurasieren tæt kontakt med sin familie. En kærlig, konsekvent og samarbejdende opdragelse.
Eurasieren egner sig ikke til at være alene hjemme hele dagen.

## Udseende
Harmonisk bygget, middelstor hund, som tilhører gruppen af spidshunde. Den findes i flere forskellige pelsfarver heriblandt ulve-grå, sort, rød og mikset. Det er dog ikke tilladt at have dem i hvid Eurasieren har en pels af en sådan længde, at man stadig kan fornemme kroppens proportioner. Knoglebygningen er middelkraftig. Der er tale om en middelstor hund, dog med stor variationsbredde fra ca. 13 til 25 kg.
- Eurasier farver
- Eurasier hvalp med "ulve-grå" pels
- Eurasier med "sort og tan" pels
- Eurasier med "sort og tan" pels

| Dyr | Spire Denne artikel om dyr er en spire som bør udbygges. Du er velkommen til at hjælpe Wikipedia ved at udvide den. |